# Nichtkommerzieller Rundfunk
Als nichtkommerziellen Rundfunk bezeichnet man Radio- und Fernsehsender, die nicht mit Gewinnerzielungsabsicht betrieben werden und nicht staatlich oder Teil des öffentlich-rechtlichen Rundfunks sind.

## Die dritte Säule
Im dualen Rundfunksystem Deutschlands und anderer Länder wird der Nichtkommerzielle Rundfunk (besser Bürgerfunk bzw. Bürgermedien) in allen Erscheinungsformen neben dem öffentlich-rechtlichen Rundfunk und dem privaten Rundfunk als „Vielfaltsreserve“, als „Rundfunk der dritten Art“ oder als „dritte Säule“ gekennzeichnet, weil die Funktion und (gesetzlichen) Aufgaben dieses Mediensektors regelmäßig von denen öffentlich-rechtlicher und privaten Programmanbieter deutlich verschieden sind. Der Unterschied zwischen öffentlich-rechtlicher oder privater Trägerschaft tritt hier in den Hintergrund, ist aber im Dualen System formal trotzdem vorhanden. So ist z. B. der Berliner Alex als Bestandteil der Landesmedienanstalt ein öffentlich-rechtlicher Sender, während das private Radio Enno im Auftrag der Landesmedienanstalt vom Trägerverein Offener Kanal Nordhausen e. V. privatrechtlich betrieben wird. In beiden Fällen sind die Landesmedienanstalten Kostenträger für den Sendebetrieb.
Häufiges Ziel der nichtkommerziellen Hörfunk- und Fernsehsender ist es, allen Interessierten den Zugang zu Produktionsmitteln und Programmen der beiden elektronischen Medien zu ermöglichen. Dabei sind sie in der Regel werbefrei und gemeinnützig. Lokalfunk bedeutet, dass die Verbreitungsgebiete der Sender lokal, ggf. regional begrenzt sind. Es ist zu beachten, dass länderspezifische Regelungen erhebliche Unterschiede bei der Ausgestaltung des Nichtkommerziellen Rundfunks mit sich bringen.
Zu empfangen sind die Programme terrestrisch mittels Antenne, über Kabel oder über das Internet.

## Organisationsformen
Zu den Anbietern nichtkommerziellen Rundfunks gehören:
1. Freie Radios (nichtkommerzielle Lokalradios)
2. Offene Kanäle (offene Fernseh- und Hörfunkkanäle)
3. Bürgerrundfunk (Bürgerfunk) in Bremen, Niedersachsen und Nordrhein-Westfalen
4. Hochschulradio (Uniradio, Campusfunk)
5. Aus- und Fortbildungskanäle

sowie Mischformen daraus.
Nichtkommerzielle Lokalradios bzw. Freie Radios sind selbstorganisierte Projekte. Sie finanzieren sich aus Eigenmitteln (Beiträge) und lokal akquirierten Drittmitteln (Spenden und sonstige öffentliche oder private Unterstützungsleistungen). Die meisten Landesmedienanstalten fördern sie auch aus ihrem Anteil an den Rundfunkgebühren. Die Förderhöhe schwankt von Land zu Land erheblich. Wie jeder private Rundfunkveranstalter so benötigt auch jedes NKL/Freie Radio in Deutschland eine Zulassung der jeweiligen Landesmedienanstalt. Meistens entstammen diese der alternativen Subkultur.
Offene Kanäle sind in einigen Ländern unmittelbare Einrichtungen der Landesmedienanstalten. Die meisten Offenen Kanäle (50 von 63, Stand 12/2005) sind jedoch eingetragene Vereine. Wie andere nichtkommerzielle Lokalfunkprojekte werden sie von den jeweiligen Medienanstalten anteilig mitfinanziert.
Der Bürgerrundfunk in Niedersachsen und Bremen versucht typische NKL-Elemente (publizistische Ausrichtung) und OK-Prinzipien (offener Zugang für jedermann) miteinander zu vereinen.
Der in kommerziellen Lokalfunk integrierte NRW-Bürgerfunk, ein bundesweit einzigartiges Bürgerradiomodell, wird aktuell (2006/07) einer umfassenden Evaluation unterzogen.
In Thüringen haben die Offenen Kanäle die Mehrheit. Hier gibt es unter anderem die Sonderform des Nichtkommerziellen Lokalradios (NKL), die dort existieren können, wo ein Offener Kanal Hörfunk präsent ist. Im Gegensatz zu Offenen Kanälen haben die Nichtkommerziellen Lokalradios (NKL) einen Programmauftrag und sind somit gegenüber den OK in der Gestaltungsfreiheit eingeschränkter. In zukünftiger Entwicklung ist eher davon auszugehen, dass sich in Thüringen die NKL mehr den OK als umgekehrt annähern. Während in den OK einige Grundelemente überholungsbedürftig sind, unterliegt das NKL einem Programmauftrag. Somit hat und bietet ein OK erheblich mehr Entfaltungsmöglichkeiten und Freiheitsgrade als ein NKL. Dies entspricht den Anforderungen unserer heutigen Mediengesellschaft deutlich besser. Vergleichbar ist dies auch bei einigen privaten aber auch öffentlich-rechtlichen Programmanbietern zu erkennen. Diese beziehen den Konsumenten und Rezipienten immer aktiver in das Programm ein. Damit befindet er sich fast in der Rolle eines Nutzers, was wiederum dem Grundgedanken des Offenen Kanals entspricht.
Uniradios sind zumeist Einrichtungen der jeweiligen Hochschule und werden von dieser finanziell getragen. Nicht alle Universitäten betreiben ein Uniradio, sondern vorrangig jene mit einem eigenen Publizistik-Studiengang (o. ä.). Einige Uniradios sind hingegen als Verein organisatorisch und finanziell unabhängig von der Hochschule.
Zum Teil sind Uniradios auch Bestandteil in Aus- und Fortbildungskanälen, haben Sendeplätze auf Freien Radios.
Aus- und Fortbildungskanäle sind von einigen Landesmedienanstalten zusammen mit einer Vielzahl von Organisationen und Medienunternehmen gegründete Programmveranstalter, die der Ausbildung, Förderung und praktischen Erprobung des journalistischen Nachwuchses, speziell für den privaten Rundfunk dienen sollen. In Hamburg ist der Ausbildungs- und Bürgerkanal TIDE, als Nachfolger des Offenen Kanals der Hansestadt, an eine private Medienhochschule angebunden worden und im Bundesland Sachsen gibt es die SAEKs sowie in Bayern die AFK der Mediaschool Bayern.

## Gemeinsamkeiten
Den unterschiedlichen Konzepten des nichtkommerziellen Rundfunks gemeinsam ist, dass sie größtenteils durch unbezahlte, ehrenamtliche Arbeit funktionieren und dass aus Interesse bzw. Spaß am Medium Sendungen produziert und gesendet werden können, die im kommerziellen Privatfunk aus wirtschaftlichen Gründen und im öffentlich-rechtlichen Rundfunk aus inhaltlichen Gründen nicht möglich wären.
Bei aller Unterschiedlichkeit der Organisationsmodelle im Detail, lassen sich dennoch mindestens vier gemeinsame und wesentliche Strukturmerkmale beschreiben, die den nichtkommerziellen Lokalfunk rsp. die Bürgermedien in Deutschland übergreifend kennzeichnen:
1. Alle Formen gewähren grundsätzlich allen Interessierten einen offenen Zugang zum Sender und zum Programm, wenn auch die Zugangsregeln im Detail unterschiedlich sind. Damit tragen sie wesentlich zur Verwirklichung des Grundrechts auf freie Meinungsäußerung – in (elektronischen) Massenmedien – bei. Das ist der zentrale Unterschied zu traditionellem Rundfunk, egal, ob öffentlich-rechtlicher oder privat-kommerzieller Natur.
2. Die Sender und Programme sind bürgernah, was durch die lokale, allenfalls regionale Verbreitung der Programme unterstrichen wird.
3. Die Bürgermedien vermitteln umfassende Medienkompetenz, indem sie ganz normalen Bürgern, und das heißt Laien in Sachen Fernsehen und Hörfunk, die Möglichkeit geben, nach eigenen Vorstellungen Öffentlichkeit herzustellen bzw. konkret Programm zu machen. Das ist ihre vornehmste Aufgabe und zentrale Leistung zugleich.
4. Die Sender sind gemeinnützig und nichtkommerziell, sie sind dem Gemeinwohl – der „Community“ – verpflichtet und frei von wirtschaftlichen Interessen.